# Ksar N'Ayt Gazzou
Ksar N'Ayt Gazzou (en arabe : قصر نايت گزو) est un village fortifié dans la province de Zagora, région de Draa-Tafilalet au sud-est du Maroc .